# 弗拉讷莱昂万
弗拉讷莱昂万（法語：Frasnes-lez-Anvaing，法語發音：[fʁan le ɑ̃vɛ̃] ⓘ）是比利时瓦隆大区埃諾省阿特區的一个市镇，北与弗拉芒大區东佛兰德省接壤，通行法语，是比利时法语社群的一部分，面积112.44平方千米，人口11,740人（2018年1月1日）。

## 友好城市
- 法國 蒙镇